# 2741 Valdivia
2741 Valdivia è un asteroide della fascia principale. Scoperto nel 1975, presenta un'orbita caratterizzata da un semiasse maggiore pari a 2,6070090 UA e da un'eccentricità di 0,1848190, inclinata di 10,27687° rispetto all'eclittica.